# Derek Allhusen
Derek Swithin Allhusen (né le 9 janvier 1914 à Chelsea (Londres), mort le 24 avril 2000 à Norwich) est un cavalier britannique de concours complet.

## Carrière
Il va au collège d'Eton et au Trinity College (Cambridge). Il est soldat pendant la Seconde Guerre mondiale au sein du 9e régiment royal de lanciers et reçoit la Silver Star en 1944.
Il revient d'Allemagne en 1947 avec deux chevaux et s'installe à Claxton (Norfolk). Il montre l'un d'eux, Laura, pour représenter le Royaume-Uni au pentathlon d'hiver aux Jeux olympiques de 1948. Il finit par faire du concours complet en 1955, chevauchant la fille de Laura Laurien lors de deux championnats d'Europe, remportant une médaille d'or par équipe en 1957 puis d'argent par équipe et de bronze individuel en 1959. En 1961, il achète Lochinvar élevé en Irlande et le monte dans deux équipes gagnantes du championnat d'Europe en 1967 et 1969 ainsi que dans l'or et l'argent aux Jeux olympiques d'été de 1968. On lui propose alors l'ordre de l’Empire britannique mais le refuse car ses coéquipiers Richard Meade, Jane Holderness-Roddam et Reuben Jones le méritent aussi.
Après sa retraite sportive, il continue comme éleveur et le fils de Laurien, Laurieston, remporte des médailles d’or en individuel et en équipe aux Jeux olympiques de 1972 à Munich, avec Richard Meade en selle. Allhusen est président de la British Horse Society de 1986 à 1988.
Allhusen est membre de la garde rapprochée du souverain britannique en 1963. Il est nommé commandant de l'Ordre royal de Victoria en 1983.
En novembre 1955, 1956 et 1957, il est nommé High sheriff de Norfolk et nommé en mars 1958 au sein de la Cour du banc de la Reine de la Haute Cour de justice.